# Anthony Carmona
Anthony Thomas Aquinas Carmona (* 7. března 1953, Fyzabad, Trinidad a Tobago) je politik, soudce a 5. prezident Trinidadu a Tobaga. Byl soudcem Nejvyššího soudu v Trinidadu a Tobagu a od roku 2012 do roku 2013 působil jako soudce Mezinárodního trestního soudu.

## Politika
Carmona je nejstarší ze šesti dětí Dennisa Stephena a Barbary Carmonových. Vystudoval Santa Flora Government Primary School a Presentation College San Fernando. Navštěvoval University of the West Indies a právnickou školu Hugh Wooding Law School mezi 1973 a 1983.
Poté, co absolvoval Právnickou školu Hugha Woodinga v roce 1983, Carmona pracoval jako státní zástupce. V roce 1989 se stal státní zástupce. Od roku 1994 do roku 1999 byl prvním asistentem a náměstkem ředitele prokuratury. Od roku 2001 do roku 2004 působil jako advokát pro odvolací řízení u úřadu prokurátora Mezinárodního trestního tribunálu pro bývalou Jugoslávii v Haagu Mezinárodního trestního tribunálu pro Rwandu v Arushe. Poté byl jmenován soudcem Nejvyššího soudu v Trinidadu a Tobagu. V prosinci 2011 byl zvolen se 72 z 104 hlasů soudcem Mezinárodního trestního soudu. Do funkce vstoupil v únoru 2012.
Dne 3. února 2013 předsedkyně vlády Kamla Persad-Bissessarová oznámila, že vládnoucí strana nominuje Carmonu za nástupce odstupujícího prezidenta Georgea Maxwella Richardsa. Následující den Keith Rowley, předseda opozičního národního hnutí opozice naznačil, že jeho strana podporuje nominaci Carmony. Poté, co proti něj vystoupil opoziční strana Národní lidové hnutí, byl jmenován volební komisí prezidenta Trinidada a Tobaga. Slavnostní inaugurace se uskutečnilo 18. března téhož roku. Jeho nástupkyní byla právnička Paula-Mae Weekesová, která nastoupila do úřadu dne 19. března 2018.